# Estnischer Fußballpokal 2006/07
Der Estnische Fußballpokal 2006/07 war die 17. Austragung des estnischen Pokalwettbewerbs der Männer. Das Finale fand am 15. Mai 2007 statt.
Pokalsieger wurde der FC Levadia Tallinn. Titelverteidiger FC TVMK Tallinn war im Halbfinale gegen den späteren Sieger ausgeschieden.

## Teilnehmende Teams
- Meistriliiga (10 Teams): FC Ajax Lasnamäe, FC Flora Tallinn, FC Levadia Tallinn, JK Maag Tartu, JK Tammeka Tartu, JK Trans Narva, FC TVMK Tallinn, FC Valga Warrior, JK Vaprus Pärnu, Viljandi JK Tulevik

- Esiliiga (6 Teams): FC Elva, FC Flora Tallinn II, FC Kuressaare, JK Nõmme Kalju, JK Tallinna Kalev, Viljandi JK Tulevik II

- II Liiga (5 Teams): FC Nõmme United, JK Tallinna Kalev II, Tartu Välk 494, JK Trans Narva II, FC Valga Warrior II

- III Liiga (20 Teams): FC Ararat Tallinn, FC Elva II, FC Haiba, FC Hansa United, FCF Järve-Jaani SK, JK Kaitseliit Kalev, JK Kernu Kadakas, KSK KESPO Kehtna, FC Klooga, Kuusalu JK Rada, Maardu FS Junior, FC Olympic Tallinn, Paide FC Flora, JK Piraaja Tallinn, Rapla JK Atli, Tabasalu Palliklubi, Tallinna SK Legion, Tallinna United FC, Virumaa Rakvere, FC Volunder Tallinn

- IV Liiga (21 Teams): Andres Operi JK, FC EBS Team Tallinn, Tartu EPMÜ SK, JK Järvakandi Tribling, Kehra JK Tempori, Kohila JK Püsivus, Kristiine JK, FC Lootos Põlva, Maardu Esteve, JK Rock&Roll Mäksa, Märjamaa Kompanii, FC Otepää, Pärnu WC Guwalda, Saue JK, FC Soccernet Tallinn, Tallinna FC Eurouniv, Tallinna JK Jalgpallihaigla, SC Tallinna Kuradid, Virumaa JK Tapa, Tartu Quattromed, FC Toompea

- V Liiga (2 Teams): FC Atletik Twister, FC Twister Tallinn

## 1. Runde
| Datum      |                     | Ergebnis  |                             |
| ---------- | ------------------- | --------- | --------------------------- |
| 01.08.2006 | FC Flora Tallinn II | 3:0       | Rapla JK Atli               |
| 01.08.2006 | Kristiine JK        | 1:3       | JK Tallinna Kalev II        |
| 01.08.2006 | FC Elva             | 5:0       | FC Lootos Põlva             |
| 02.08.2006 | Paide FC Flora      | 0:1 n. V. | Viljandi JK Tulevik II      |
| 02.08.2006 | Tabasalu Palliklubi | 6:1       | Andres Operi JK             |
| 02.08.2006 | FC TVMK Tallinn     | 8:1       | JK Tallinna Kalev           |
| 02.08.2006 | KSK KESPO Kehtna    | 3:2 n. V. | Pärnu WC Guwalda            |
| 02.08.2006 | Tartu Välk 494      | 16:20     | Tallinna FC Eurouniv        |
| 02.08.2006 | FC Klooga           | 0:4       | Maardu Esteve               |
| 02.08.2006 | JK Kaitseliit Kalev | 00:10     | JK Vaprus Pärnu             |
| 02.08.2006 | JK Rock&Roll Mäksa  | 2:5       | Tartu Quattromed            |
| 02.08.2006 | Virumaa Rakvere     | 2:1 n. V. | JK Piraaja Tallinn          |
| 02.08.2006 | JK Trans Narva      | 23:00     | Tallinna JK Jalgpallihaigla |
| 02.08.2006 | FC Haiba            | 2:8       | FC Kuressaare               |
| 02.08.2006 | Virumaa JK Tapa     | 1:2       | Kohila JK Püsivus           |
| 02.08.2006 | FC Valga Warrior II | 6:1       | JK Järvakandi Tribling      |
| 02.08.2006 | JK Maag Tartu       | 4:0       | FC Valga Warrior            |
| 02.08.2006 | JK Nõmme Kalju      | 4:2       | Kuusalu JK Rada             |
| 02.08.2006 | FC Elva II          | 2:4       | Saue JK                     |
| 02.08.2006 | JK Trans Narva II   | 4:0       | JK Kernu Kadakas            |
| 02.08.2006 | FC Ajax Lasnamäe    | 6:1       | FC Otepää                   |
| 02.08.2006 | SC Tallinna Kuradid | 0:8       | JK Tammeka Tartu            |
| 02.08.2006 | FC Nõmme United     | 9:0       | Maardu FS Junior            |
| 02.08.2006 | FC Flora Tallinn    | 5:0       | FC Olympic Tallinn          |
| 02.08.2006 | FC Volunder Tallinn | 0:5       | Viljandi JK Tulevik         |
| 02.08.2006 | FCF Järve-Jaani SK  | 3:1       | Märjamaa Kompanii           |
| 03.08.2006 | FC Levadia Tallinn  | 24:00     | FC Soccernet Tallinn        |
| 03.08.2006 | Tallinna United FC  | 1:4       | FC Hansa United             |
| 03.08.2006 | FC Toompea          | 4:0       | FC EBS Team Tallinn         |
| 07.08.2006 | FC Twister Tallinn  | 3:6       | Kehra JK Tempori            |
| 07.08.2006 | FC Ararat Tallinn   | 4:3       | FC Atletik Tallinn          |
| 07.08.2006 | Tallinna SK Legion  | 8:0       | Tartu EPMÜ SK               |

## 2. Runde
| Datum      |                      | Ergebnis |                        |
| ---------- | -------------------- | -------- | ---------------------- |
| 29.08.2006 | JK Tallinna Kalev II | 1:2      | Kohila JK Püsivus      |
| 29.08.2006 | JK Nõmme Kalju       | 1:0      | Maardu Esteve          |
| 30.08.2006 | FC Ajax Lasnamäe     | 3:0      | Saue JK                |
| 30.08.2006 | FC Toompea           | 4:1      | Tallinna SK Legion     |
| 30.08.2006 | Tabasalu Palliklubi  | 2:5      | JK Trans Narva II      |
| 30.08.2006 | FCF Järve-Jaani SK   | 00:11    | JK Maag Tartu          |
| 30.08.2006 | Virumaa Rakvere      | 4:0      | Tartu Quattromed       |
| 30.08.2006 | JK Vaprus Pärnu      | 4:0      | FC Elva                |
| 30.08.2006 | Kehra JK Tempori     | 1:4      | FC Nõmme United        |
| 30.08.2006 | JK Tammeka Tartu     | 0:1      | Viljandi JK Tulevik II |
| 30.08.2006 | FC Flora Tallinn II  | 0:2      | Tartu Välk 494         |
| 05.09.2006 | Viljandi JK Tulevik  | 1:6      | FC TVMK Tallinn        |
| 06.09.2006 | FC Flora Tallinn     | 0:1      | FC Levadia Tallinn     |
| 06.09.2006 | JK Trans Narva       | 1 +:- 1  | KSK KESPO Kehtna       |
| 07.09.2006 | FC Ararat Tallinn    | 3:0      | FC Valga Warrior II    |
| 07.09.2006 | FC Kuressaare        | 1 +:- 1  | FC Hansa United        |

## Achtelfinale
| Datum      |                  | Ergebnis              |                        |
| ---------- | ---------------- | --------------------- | ---------------------- |
| 08.11.2006 | FC Ajax Lasnamäe | 3:0                   | FC Ararat Tallinn      |
| 08.11.2006 | FC Kuressaare    | 2:2 n. V. (4:5 i. E.) | FC Levadia Tallinn     |
| 08.11.2006 | JK Maag Tartu 2  | 5:1                   | JK Trans Narva II      |
| 08.11.2006 | FC Nõmme United  | 0:2                   | Viljandi JK Tulevik II |
| 08.11.2006 | FC TVMK Tallinn  | 9:0                   | FC Toompea             |
| 08.11.2006 | JK Nõmme Kalju   | 2:5                   | JK Trans Narva         |
| 09.11.2006 | Tartu Välk 494   | 3 +:- 3               | Kohila JK Püsivus      |
| 11.11.2006 | Virumaa Rakvere  | 1:2                   | JK Vaprus Pärnu        |

## Viertelfinale
| Datum      |                       | Ergebnis |                        |
| ---------- | --------------------- | -------- | ---------------------- |
| 17.04.2007 | FC Ajax Lasnamäe      | 0:6      | JK Trans Narva         |
| 17.04.2007 | JK Maag Tammeka Tartu | 0:1      | FC Levadia Tallinn     |
| 17.04.2007 | FC TVMK Tallinn       | 5:0      | JK Vaprus Pärnu        |
| 18.04.2007 | Tartu Välk 494        | 0:1      | Viljandi JK Tulevik II |

## Halbfinale
| Datum      |                    | Ergebnis |                        |
| ---------- | ------------------ | -------- | ---------------------- |
| 01.05.2007 | FC Levadia Tallinn | 1:0      | FC TVMK Tallinn        |
| 01.05.2007 | JK Trans Narva     | 4:0      | Viljandi JK Tulevik II |

## Finale
| Paarung            | FC Levadia Tallinn – JK Trans Narva |
| Ergebnis           | 3:0 (2:0) |
| Datum              | 15. Mai 2007 |
| Stadion            | Kadrioru staadion, Tallinn |
| Zuschauer          | 1.300 |
| Schiedsrichter     | Sten Kaldma |
| Tore               | 1:0 Konstantin Nahk (26., Elfmeter) 2:0 Konstantin Nahk (45.+1', Elfmeter) 3:0 Tarmo Kink (49.) |
| FC Levadia Tallinn | Artur Kotenko – Vitoldas Cepauskas, Andrei Kalimullin, Marek Lemsalu, Deniss Malov – Aleksandr Dmitrijev, Konstantin Nahk, Konstantin Vassiljev, Ats Purje (57. Marius Dovydenas) – Tarmo Kink (76. Taijo Teniste), Indrek Zelinski (67. Vitali Leitan) Cheftrainer: Tarmo Rüütli |
| JK Trans Narva     | Sergei Ussoltsev – Aleksei Gorškov, Dmytro Dobrovolskiy (67. Sergei Kazakov), Aleksandr Kulik, Aleksandr Tarassenkov – Stanislav Kitto, Vladislav Ivanov, Dmitri Lipartov, Aleksandr Dubõkin – Anton Paitsev (57. Oleg Gorjatšov), Maksim Gruznov Cheftrainer: Valeri Bondarenko  |
| Gelbe Karten       | Tarmo Kink – keine |